# دهه ۱۵۱۰ (میلادی)

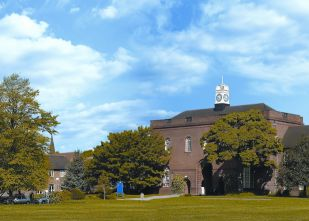
Mgs side on view circa 2000

دهه ۱۵۱۰ (میلادی) صد و پنجاه و یکمین دهه تقویم میلادی است.

## درگذشتگان
‎